# 巴克·约翰逊
小阿方索·约翰逊（英語：Alfonso Johnson Jr.，1964年1月3日—），美国NBA联盟前职业篮球运动员。他在1986年的NBA选秀中第1轮第20顺位被休斯顿火箭选中。